# 阿見郵便局
阿見郵便局（あみゆうびんきょく）は茨城県稲敷郡阿見町にある郵便局。民営化前の分類では集配普通郵便局であった。

## 概要
住所：〒300-0399 茨城県稲敷郡阿見町阿見4397-7

## 沿革
- 1921年（大正10年）8月16日 - 開局。
- 1968年（昭和43年）8月20日 - 電話交換業務を土浦電報電話局に移管[1]。
- 1983年（昭和58年）10月1日 - 和文電報配達業務を土浦電報電話局に移管。
- 1992年（平成4年）3月23日 - 阿見町青宿から同町阿見に移転。
- 2001年（平成13年）8月1日 - 特定郵便局から普通郵便局に局種別改定。
- 2003年（平成15年）3月24日 - 土浦南郵便局から集配業務の一部[2]を移管。
- 2006年（平成18年）9月11日 - 美浦郵便局から集配業務を移管[3]。
- 2007年（平成19年）10月1日 - 民営化に伴い、併設された郵便事業阿見支店に一部業務を移管。
- 2012年（平成24年）10月1日 - 日本郵便株式会社の発足に伴い、郵便事業阿見支店を阿見郵便局に統合。

## 取扱内容
- 郵便、印紙、ゆうパック、内容証明
- 貯金、為替、振替、振込、国際送金、国債、投資信託
- 生命保険、バイク自賠責保険、自動車保険、がん保険、引受条件緩和型医療保険
- ゆうちょ銀行ATM
- 稲敷郡阿見町内および同郡美浦村内の集配業務
- ゆうゆう窓口

## 周辺の主な施設
- 阿見町役場
- 茨城大学農学部
- 茨城県立医療大学
- 東京医科大学茨城医療センター
- 上条城址
- 陸上自衛隊霞ヶ浦駐屯地
- 国道125号

## アクセス
- 関東鉄道バス 西郷停留所下車
- 常磐自動車道 桜土浦ICから南東へ約6.5km
- 駐車場あり：24台